# Tomáš Urbánek
Tomáš Urbánek (* 1972) je český psycholog a odborník na metodologii psychologie a psychometrii. Působí v Psychologickém ústavu AV ČR (od 2017 ředitelem) a je profesorem psychologie v Psychologickém ústavu FF MU v Brně. Je autorem řady monografií a desítek odborných vědeckých článků. Výzkumně se věnuje strukturálnímu modelování a aplikované psychometrice, psychosémantice a psychosémiotice. Je držitelem Prémie Otto Wichterleho a členem řady odborných asociací (např. Standing Committee on Tests and Testing při European Federation of Psychologists' Associations). Absolvoval několik odborných zahraničních stáží, např. na Univerzitě v Amsterodamu se věnoval studiu strukturálního modelování, či na Univerzitě v Nottinghamu studiu pokročilých metod statistického modelování.

## Vzdělání a kariéra
Studium psychologie zakončil na Masarykově univerzitě v roce 1999 disertací na téma Modelování pomocí strukturálních rovnic jako nástroj poznání v psychologii, habilitoval s tématem Psychosémantika v roce 2005 a v roce 2011 byl na stejné univerzitě jmenován profesorem obecné psychologie.
Od roku 1994 působí v Psychologickém ústavu AV ČR, kde prošel všemi kariérními stupni od doktoranda přes vědeckého pracovníka až po ředitele.
Od roku 2000 působí rovněž v Psychologickém ústavu FF MU.

## Odbornost a výzkum
Napříč kariérou Tomáše Urbánka dominuje studium a výzkum psychometriky ústící v knihu „Psychometrika – Měření v psychologii“, ze které čerpá své znalosti řada studentů psychologie i jiných společenskovědních oborů. Vydal i několik dalších originálních publikací, konkrétně knihu „Psychosémantika. Psychosémantický přístup ve výzkumu a diagnostice“ či kapitolu "Psychosémiotická analýza příběhů evokovaných Tematicko-apercepčním testem", která byla publikovaná v knize "Tematicko-apercepční test: interpretační perspektivy" . Práce v oblasti psychosémiotiky definuje teze, že sémiotika jdoucí po denotativním (oproti konotativnímu) významu je psychologicky přesvědčivější. Originalita přístupu tak tkví nejenom v kvantitativních analýzách textových dat a komparativní analýze systémů, ale v psychologicky zaměřené sémiotické analýze přirozených textů a narací.
Významný podíl má Tomáš Urbánek na standardizaci řady psychologických testů, z nichž za nejvýznamnější lze označit standardizaci testu inteligence "Woodcock-Johnson IV. COG Testy kognitivních schopností".

## Ze života
Je aktivním muzikantem, který začínal v hudebních oblastech folku, folk-rocku, blues, věnuje se alternativnímu rocku a big beatu. Hraje na několik hudebních nástrojů (kytara, akordeon, concertina). Byl součástí několika hudebních skupin a aktivně působí v kapele Děti kapitána Morgana či v revival kapele Inertní bubo.[zdroj?]